# Посёлок отделения № 3 совхоза «Степной»
Посёлок отделения № 3 совхоза «Степной» — посёлок в Быковском районе Волгоградской области России, входит в состав Солдатско-Степновского сельского поселения.

## География
Посёлок расположен в Заволжье в 13 километрах северо-восточнее села Солдатско-Степное, по дороге — 15 километров.

## Население
| 2010 |
| ---- |
| 141  |

В 2002 году в посёлке проживало около 140 человек.
В окрестностях посёлка — бахчи.

## Инфраструктура
Обслуживается отделением почтовой связи 404080, расположенным в посёлке Победа.

## История
Указом Президиума Верховного Совета РСФСР от 01 февраля 1963 года в Волгоградской области было произведено укрупнение районов, в результате которого Быковский район был ликвидирован с передачей его территории в состав Николаевского района.
На основании решения Волгоградского облисполкома от 18 января 1965 года № 2/35 и Указа Президиума Верховного Совета РСФСР от 12 января 1965 года в Волгоградской области вновь был образован Быковский район за счёт разукрупнения Николаевского и Среднеахтубинского районов. В состав Быковского района был включён в том числе и Солдатско-Степновский сельский совет — из Николаевского района.
С этого момента Солдатско-Степновский сельский совет с входящим в него посёлком Фёдоровка продолжает находиться в составе Быковского района (данные 1968, 1988 годов).
В соответствии с решением Волгоградского облисполкома № 10/262 от 7 мая 1966 года поселок 3-го отделения совхоза «Степной» Солдатско-Степновского сельсовета был передан в административное подчинение Урало-Ахтубинского сельсовета. Между тем, согласно данным справочника по административно-территориальному делению на 01 июля 1968 года по Быковскому району посёлок находился в составе Солдатско-Степновского сельсовета.
На основании решения Волгоградского облисполкома от 5 марта 1987 года № 301 посёлок отделения № 3 совхоза «Степной» был переименован в посёлок Ленинский. Однако населённый пункт и в дальнейшем продолжает упоминаться под прежним названием.
C 2005 года посёлок входит в Солдатско-Степновское сельское поселение.